# SunAge
SunAge (от англ. Sun — Солнечная, Age — Эпоха) — компьютерная игра в жанре стратегия в реальном времени, разработанная австрийской студией Vertex 4 и изданная Lighthouse Interactive. Издателем и локализатором игры в России является компания Акелла. В России игра получила название «SunAge: Бегство с Земли». Игра получила в основном негативные отзывы критиков.

## Сюжет
На умирающей Земле появляется культ, служители которого хотят свергнуть правительство Федерации. В это же время на землю спускается новая инопланетная раса — Дроны Сентинелов, которые настроены против землян.

## Отзывы
| Сводный рейтинг | Сводный рейтинг |
| Агрегатор       | Оценка          |
| --------------- | --------------- |
| GameRankings    | 49,92 %         |

Игра получила негативные отзывы критиков. Absolute Games поставившая 40 из 100 баллов (вяло) сказала: «SunAge принадлежит к тому разряду отвратительных „середнячков“, с которыми рецензенту хочется поскорее покончить. Три „фракции“, коллекция тошнотворно-стандартных юнитов, разноцветные ресурсы, плоская двумерная изометрия — сразу видно дебютный проект молодой команды». IGN поставил игре 52 балла из 100. PLayGround поставил игре самую высокую оценку 8 из 10 баллов